# The Green Manalishi
«The Green Manalishi (With the Two-Pronged Crown)» — песня, написанная Питером Грином и записанная группой Fleetwood Mac. Это была последняя песня, которую Грин записал с Fleetwood Mac перед уходом из группы. Песня была издана в 1970 году в Великобритании и достигла 10-го места в чартах, занимая эту позицию четыре недели подряд, и была их последним британским хитом в топ-10, пока сингл «Tusk» не достиг 6-го места в 1979 году.
Есть несколько версий по поводу происхождения названия и его значения. Сам Питер утверждал, что «Зелёный Маналиши (с двузубой короной)» обозначает деньги в лице дьявола. Грин объяснил, что он написал песню после того, как пережил сон, вызванный наркотиками, в котором его посетила зеленая собака, которая лаяла на него из загробной жизни. Он понимал, что собака представляет деньги. «Это напугало меня, потому что я знал, что собака мертва уже давно. Это была бездомная собака, и я присматривал за ней. Но я был мертв, и мне пришлось бороться, чтобы вернуться в свое тело, что я в конце концов и сделал. Когда я проснулся, в комнате было по-настоящему темно, и я обнаружил, что пишу песню».

## Кавер-версии

### Judas Priest
Также песня ассоциируется с группой Judas Priest, которая впервые представила её кавер-версию в качестве бонус-трека на американской версии альбома Killing Machine (1978), вышедшем в США в марте 1979 года под названием Hell Bent for Leather. Широким массам песня была представлена на концертном альбоме Unleashed in the East, изданном в 1979 году. Перезаписанная версия песни также была добавлена в качестве бонус-трека на немецкой/австралийской версии альбома Demolition в 2001 году. Широкую известность песня получила именно в исполнении Judas Priest, поэтому многими фанатами она ошибочно принимается за написанную самой группой.

### Других исполнителей
В 1999 году группа The Melvins записала кавер-версию на альбоме The Maggot.